# Brush Script
Brush Script – krój pisma stworzony w 1942 roku przez Roberta E. Smitha dla American Type Founders (ATF). Krój ten przypomina litery pisane ręcznie piórem z atramentem. Dołączany jest do wielu programów tekstowych, m.in. Microsoft Word (jako Brush Script ITC). Zawiera również znaki diakrytyczne oraz litery np. cyrylicy.